# Primera División (Chile) 1995
Die Primera División 1995, auch unter dem Namen Campeonato Nacional Copa Banco del Estado 1995 bekannt, war die 63. Saison der Primera División, der höchsten Spielklasse im Fußball in Chile. Erstmals kam die Drei-Punkte-Regel zum Einsatz.
Die Meisterschaft gewann das Team von Universidad de Chile, das seinen Titel durch einen 2:0-Erfolg über Deportes Temuco am letzten Spieltag erfolgreich verteidigen konnte. Für den Verein war der insgesamt 9. Meisterschaftstitel. Für die Copa Libertadores 1996 qualifizierte sich neben dem Meister Universidad Católica über die Liguilla zur Copa Libertadores. Die Copa Chile 1995 gewann Universidad Católica.
Die beiden Teams Everton und Deportes La Serena stiegen direkt in die zweite Liga ab. In den Relegationsspielen setzten sich beide Erstligisten durch.

## Modus
Die 16 Teams spielen jeder gegen jeden mit Hin- und Rückspiel. Meister ist die Mannschaft mit den meisten Punkten und qualifiziert sich für die Copa Libertadores. Erstmals wird mit der Drei-Punkte-Regel gespielt. Bei Punktgleichheit entscheidet ein Entscheidungsspiel um die bessere Position, wenn es um die Meisterschaft geht. In den anderen Fällen entscheidet das Torverhältnis. Die letzten zwei Teams der Tabelle steigen in die zweite Liga ab. Der Dritt- und Viertletzte der Tabelle spielen eine Liguilla mit zwei Zweitligateams. Der Erstplatzierte dieser Liguilla spielt in der Folgesaison erstklassig, die anderen beiden Teams zweitklassig. Der zweite Startplatz der Copa Libertadores wird durch eine Liguilla, an der die Mannschaften der Plätze 2 bis 5 teilnehmen, ausgespielt. Bei Punktgleichheit des ersten oder zweiten Platzes gibt es ein Entscheidungsspiel.

## Teilnehmer
Die Absteiger der Vorsaison Rangers de Talca und CD Cobresal wurden durch die Aufsteiger Deportes Concepción und CD Huachipato ersetzt. Folgende Vereine nahmen daher an der Meisterschaft 1995 teil:
| Mannschaft           | Stadt             |
| -------------------- | ----------------- |
| CD Cobreloa          | Calama            |
| CSD Colo-Colo        | Santiago de Chile |
| Coquimbo Unido       | Coquimbo          |
| Deportes Antofagasta | Antofagasta       |
| Deportes Concepción  | Concepción        |
| Deportes La Serena   | La Serena         |
| Deportes Temuco      | Temuco            |
| Everton              | Viña del Mar      |
| CD Huachipato        | Talcahuano        |
| CD O’Higgins         | Rancagua          |
| CD Palestino         | Santiago de Chile |
| Provincial Osorno    | Osorno            |
| Regional Atacama     | Copiapó           |
| Unión Española       | Santiago de Chile |
| Universidad Católica | Santiago de Chile |
| Universidad de Chile | Santiago de Chile |

## Tabelle
| Pl.                                | Verein                   | Sp. | S  | U  | N  | Tore    | Diff. | Punkte |
| ---------------------------------- | ------------------------ | --- | -- | -- | -- | ------- | ----- | ------ |
| 1.                                 | Universidad de Chile (M) | 30  | 18 | 8  | 4  | 064:300 | +34   | 62     |
| 2.                                 | Universidad Católica     | 30  | 17 | 9  | 4  | 050:220 | +28   | 60     |
| 3.                                 | CSD Colo-Colo (P)        | 30  | 15 | 7  | 8  | 061:350 | +26   | 52     |
| 4.                                 | Deportes Temuco          | 30  | 12 | 9  | 9  | 049:340 | +15   | 45     |
| 5.                                 | CD Cobreloa              | 30  | 11 | 11 | 8  | 049:400 | +9    | 44     |
| 6.                                 | CD O’Higgins             | 30  | 10 | 12 | 8  | 052:410 | +11   | 42     |
| 7.                                 | Coquimbo Unido           | 30  | 11 | 9  | 10 | 047:400 | +7    | 42     |
| 8.                                 | Deportes Antofagasta     | 30  | 12 | 6  | 12 | 044:490 | −5    | 42     |
| 9.                                 | Unión Española           | 30  | 11 | 7  | 12 | 045:470 | −2    | 40     |
| 10.                                | CD Palestino             | 30  | 11 | 5  | 14 | 045:490 | −4    | 38     |
| 11.                                | Provincial Osorno        | 30  | 9  | 11 | 10 | 034:490 | −15   | 38     |
| 12.                                | Deportes Concepción (N)  | 30  | 8  | 10 | 12 | 038:440 | −6    | 34     |
| 13.                                | Regional Atacama         | 30  | 7  | 9  | 14 | 035:650 | −30   | 30     |
| 14.                                | CD Huachipato (N)        | 30  | 6  | 11 | 13 | 040:550 | −15   | 29     |
| 15.                                | Deportes La Serena       | 30  | 7  | 8  | 15 | 035:600 | −25   | 29     |
| 16.                                | Everton                  | 30  | 7  | 4  | 19 | 030:580 | −28   | 25     |
| Quelle: rsssf.org, Stand: Endstand |                          |     |    |    |    |         |       |        |

| (M) | Vorjahresmeister     |
| (P) | Vorjahrespokalsieger |
| (N) | Aufsteiger           |

## Beste Torschützen
| Rang | Spieler                | Klub                 | Tore |
| ---- | ---------------------- | -------------------- | ---- |
| 1    | Gabriel Caballero      | Deportes Antofagasta | 18   |
|      | Aníbal González        | CD Palestino         | 18   |
| 3    | Marcelo Salas          | Universidad de Chile | 17   |
| 4    | Hugo Brizuela          | CD O’Higgins         | 15   |
| 5    | Carlos Gustavo de Luca | Deportes Temuco      | 14   |

## Liguilla um die Copa Libertadores
| Pl. | Verein               | Sp. | S | U | N | Tore    | Diff. | Punkte |
| --- | -------------------- | --- | - | - | - | ------- | ----- | ------ |
| 1.  | Universidad Católica | 3   | 3 | 0 | 0 | 005:200 | +3    | 09     |
| 2.  | CSD Colo-Colo        | 3   | 1 | 1 | 1 | 004:200 | +2    | 04     |
| 3.  | Deportes Temuco      | 3   | 1 | 1 | 1 | 003:300 | ±0    | 04     |
| 4.  | CD Cobreloa          | 3   | 0 | 0 | 3 | 003:800 | −5    | 0      |

## Relegationsspiele
|                  | Gesamt    |                | Hinspiel | Rückspiel |
| ---------------- | --------- | -------------- | -------- | --------- |
| CD Huachipato    | 3:2       | CD Cobresal    | 3:1      | 0:1       |
| Regional Atacama | (a)3:3(a) | Fernández Vial | 1:1      | 2:2       |

Damit bleiben die beiden Erstligisten CD Huachipato und Regional Atacama in der Primera División.